# 고기잡이쥐속
고기잡이쥐속(Neusticomys)은 비단털쥐과 목화쥐아과에 속하는 설치류 속의 하나이다. 남아메리카에서 발견되는 6종을 포함하고 있다.

## 하위 종
- 페헤이라고기잡이쥐 (Neusticomys ferreirai) — Percequillo, Carmignotto & Silva, 2005
- 산지고기잡이쥐 (Neusticomys monticolus) — Anthony, 1921
- 무소고기잡이쥐 (Neusticomys mussoi) — Ochoa G. & Soriano, 1991
- 오야포크고기잡이쥐 (Neusticomys oyapocki) — (Dubost & Petter, 1978)
- 페루고기잡이쥐 (Neusticomys peruviensis) — (Musser & Gardner, 1974)
- 베네수엘라고기잡이쥐 (Neusticomys venezuelae) — (Anthony, 1929)